# Ebolowa
Ebolowa  este un oraș  în partea de sud-vest a Camerunului. Este reședința provinciei de Sud.